# 玛丽昂·马雷夏尔
玛丽昂·让娜·卡罗琳·马雷夏尔（法語：Marion Jeanne Caroline Maréchal，法語發音：[maʁjɔ̃ maʁeʃal]；1989年12月10日—），2010-2018年间以玛丽昂·马雷夏尔-勒庞（法語：Marion Maréchal-Le Pen）一名为人熟知，是法国政治人物、前国民议会议员。2012年，她成为法国现代政治史上最年轻的国民议会议员。

## 传记
1989年12月10日，她出生于法兰西岛伊夫林省圣日耳曼昂莱。她是民族阵线创始人讓-馬里·勒龐的外孙女，和是民族阵线现任主席玛丽娜·勒庞的姨甥女。 年18岁的她加入民族阵线。她就讀于巴黎第二大学法律專業（2012年,獲法律硕士）。

## 政治生涯
2012年国会选举中她是于沃克吕兹省第三选区民族阵线的参选人。在6月10日第一轮投票中，她获得34.65%的有效选票。在6月17日第二轮投票中，她获得42.09％。年22岁的她成为法国现代政治史上最年轻的国民议会议员。 另外一名当选的来自民族阵线议员是律师吉尔贝·高拉尔（Gilbert Collard）。
2012年7月，她晋升民族阵线政治局委员。

### 脚注
1. ↑  . 网易号. 30-04-2017  [30-04-2024] （中文（中国大陆））.
2. ↑  Béraud, Anne-Laëtitia. . 20 minutes. 17 June 2012  [17 November 2013]. （原始内容存档于2014-02-22） （法语）.
3. ↑  Tugdual, Denis. . L'Express (France). 13 June 2013  [15 August 2013]. （原始内容存档于2017-11-25） （法语）.
4. 1 2 3 4  朱海淼. . 新浪. 2012年6月18日  [2013年1月14日]. （原始内容存档于2013年1月1日）.
5. 1 2  （法文）. 法国内政部.   [2013年1月14日]. （原始内容存档于2012年11月28日）.
6. ↑  （法文）. 民族阵线.   [2013年1月14日]. （原始内容存档于2011年10月25日）.